# Gouin (circonscription provinciale)
Pour les articles homonymes, voir Gouin.
Circonscription électorale provinciale du Canada
Gouin est une circonscription électorale provinciale du Québec située dans l'arrondissement de Rosemont–La Petite-Patrie à Montréal. 

## Historique
La circonscription électorale de Gouin a été créé en 1965 à partir de parties des anciennes circonscriptions de Montréal—Jeanne-Mance et Montréal-Laurier. Elle a été nommée en l'honneur de l'ancien premier ministre Lomer Gouin.
Ses limites sont légèrement modifiées lors des réformes de la carte électorale de 1972, 1980, 1992 et 2001. Elles sont toutefois inchangées lors des refontes de la carte électorale de 2011 et de 2017.
La circonscription de Gouin a été péquiste de nombreuses années. Depuis l'élection de 1970, les électeurs de la circonscription n'ont voté qu'une seule fois pour un candidat libéral (en 1973).
Lors de l'élection générale québécoise de 2012, la circonscription passe aux mains de Québec solidaire avec l'élection de Françoise David qui devient la deuxième députée à représenter le parti dont elle est co-porte-parole. Elle est réélue lors de l'élection générale québécoise de 2014, mais démissionne à l'hiver 2017. Gabriel Nadeau-Dubois, du même parti, est élu lors de l'élection partielle.

## Territoire et limites
La circonscription de Gouin est majoritairement constituée du quartier de La Petite-Patrie, dans la moitié ouest de l'arrondissement montréalais de Rosemont–La Petite-Patrie. L'arrondissement est divisé en deux circonscriptions par la 6e avenue et la rue Masson. La moitié est forme la circonscription de Rosemont. La superficie de la circonscription est de 5,74 km2 et sa population en 2016 était de 61 510 personnes.

## Liste des députés
| Législature                                                  | Années       | Député                | Député                | Parti            |
| ------------------------------------------------------------ | ------------ | --------------------- | --------------------- | ---------------- |
| Gouin Créée depuis Montréal—Jeanne-Mance et Montréal-Laurier |              |                       |                       |                  |
| 28e                                                          | 1966–1969    |                       | Yves Michaud          | Libéral          |
| 28e                                                          | 1969–1970    |                       | Yves Michaud          | Indépendant      |
| 29e                                                          | 1970–1973    |                       | Guy Joron             | Parti québécois  |
| 30e                                                          | 1973–1976    |                       | Jean-Marie Beauregard | Libéral          |
| 31e                                                          | 1976–1979    |                       | Rodrigue Tremblay     | Parti québécois  |
| 31e                                                          | 1979–1981    |                       | Rodrigue Tremblay     | Indépendant      |
| 32e                                                          | 1981–1985    |                       | Jacques Rochefort     | Parti québécois  |
| 33e                                                          | 1985–1987    |                       | Jacques Rochefort     | Parti québécois  |
| 33e                                                          | 1987–1989    |                       | Jacques Rochefort     | Indépendant      |
| 34e                                                          | 1989–1994    |                       | André Boisclair       | Parti québécois  |
| 35e                                                          | 1994–1998    |                       | André Boisclair       | Parti québécois  |
| 36e                                                          | 1998–2003    |                       | André Boisclair       | Parti québécois  |
| 37e                                                          | 2003–2004    |                       | André Boisclair       | Parti québécois  |
| 37e                                                          | 2004–2007    | Nicolas Girard        |                       | Parti québécois  |
| 38e                                                          | 2007–2008    | Nicolas Girard        |                       | Parti québécois  |
| 39e                                                          | 2008–2012    | Nicolas Girard        |                       | Parti québécois  |
| 40e                                                          | 2012–2014    |                       | Françoise David       | Québec solidaire |
| 41e                                                          | 2014–2017    |                       | Françoise David       | Québec solidaire |
| 41e                                                          | 2017–2018    | Gabriel Nadeau-Dubois |                       | Québec solidaire |
| 42e                                                          | 2018–2022    | Gabriel Nadeau-Dubois |                       | Québec solidaire |
| 43e                                                          | 2022–présent | Gabriel Nadeau-Dubois |                       | Québec solidaire |

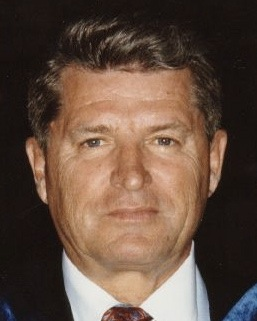
Rodrigue Tremblay est député de Gouin de 1976 à 1981 pour le Parti québécois
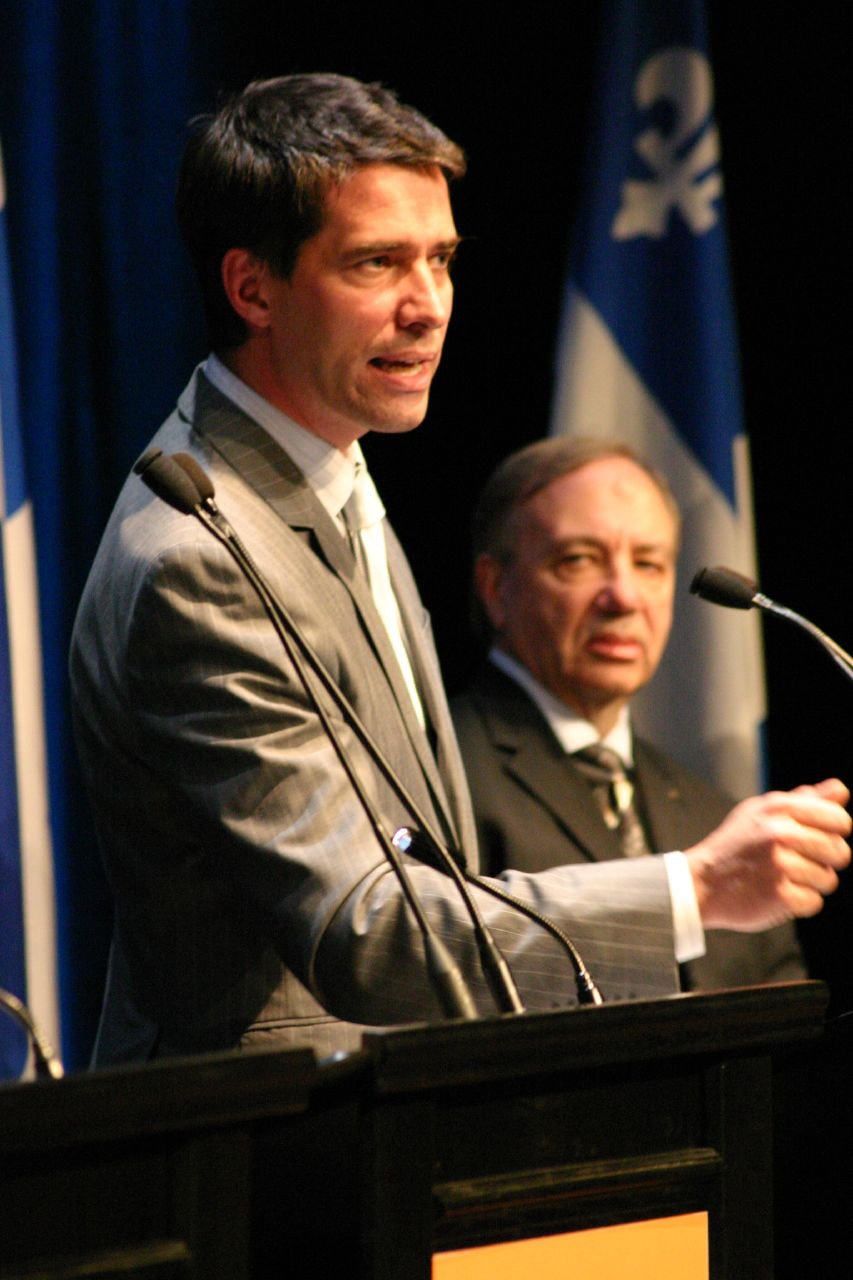
André Boisclair est député de Gouin de 1989 à 2004 pour le Parti québécois
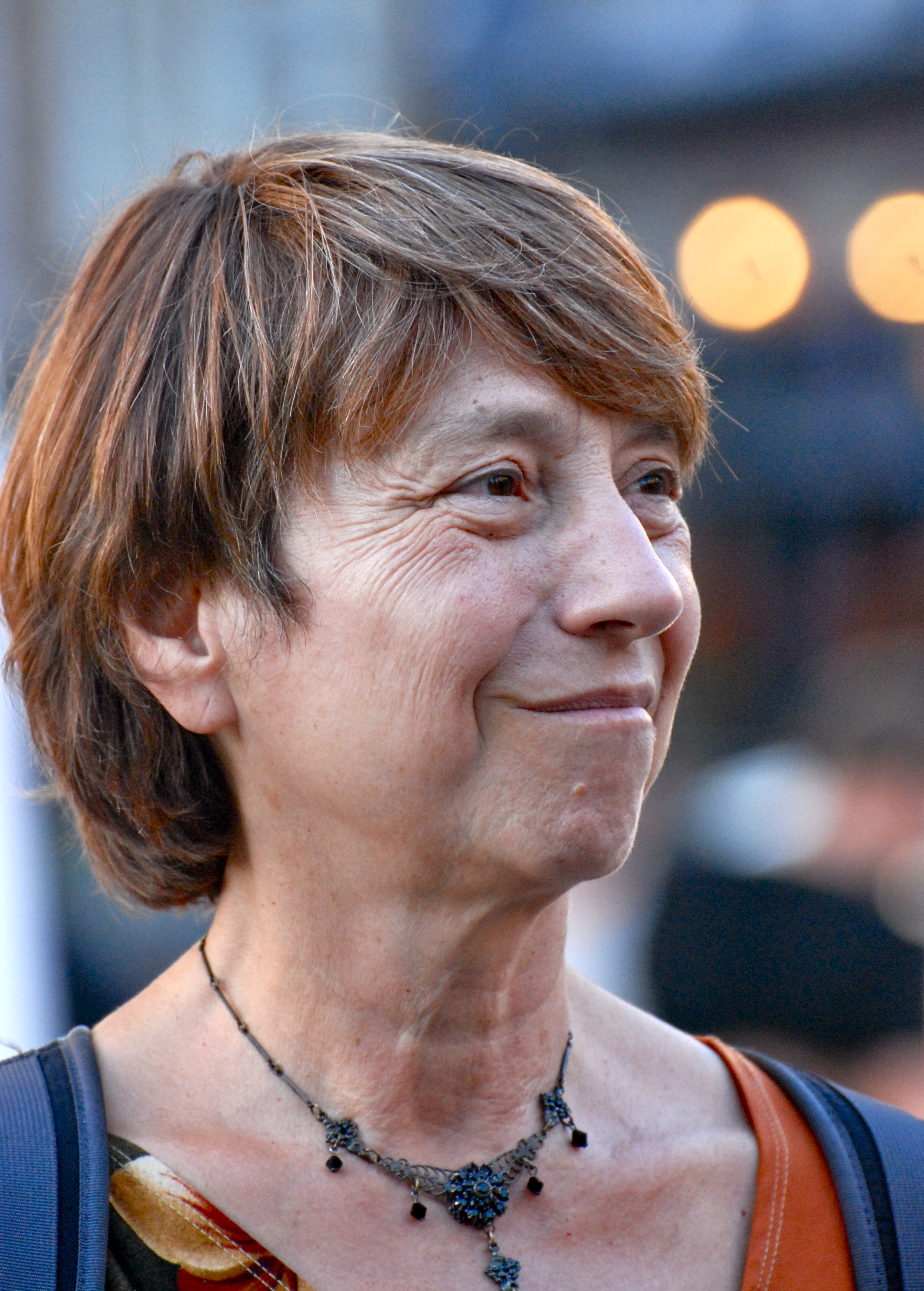
Françoise David est députée de Gouin de 2012 à 2017 pour Québec solidaire
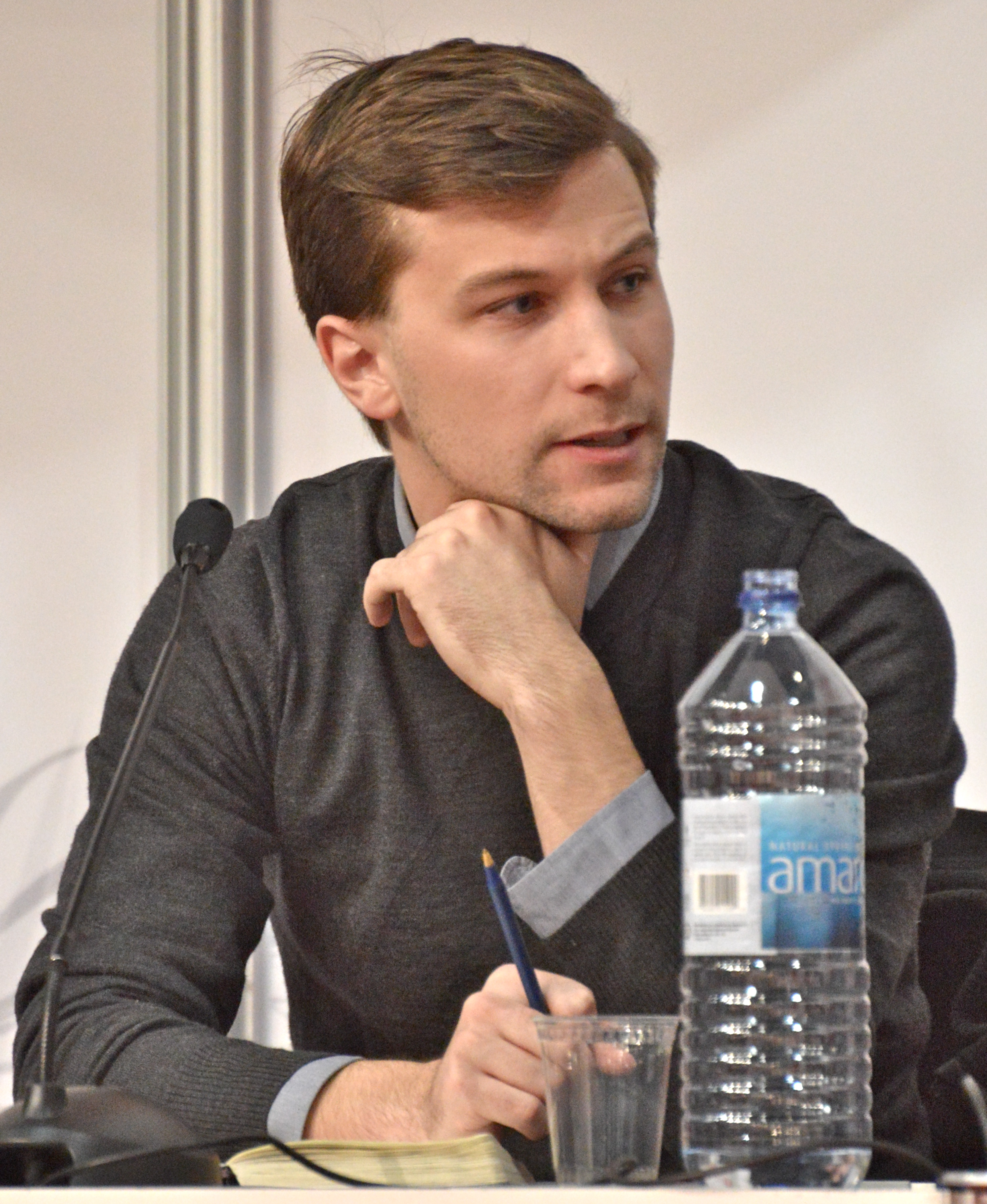
Gabriel Nadeau-Dubois est député de Gouin depuis 2017 pour Québec solidaire

## Résultats électoraux
| |
| - Parti libéral - Union nationale (ancien) - Crédit social (ancien) - Parti québécois - Action démocratique (ancien) - Québec solidaire - Coalition avenir - Parti conservateur |

## Référendums
|  | Référendum                     | % du OUI | % du NON | Taux de participation |
|  | Référendum de 1980             | 48,71 %  | 51,29 %  | 83,06 %               |
|  | Accord de Charlottetown (1992) | 33,80 %  | 66,20 %  | 82,43 %               |
|  | Référendum de 1995             | 57,77 %  | 42,23 %  | 92,21 %               |